# Barranc de Sirès
El Barranc de Sirès és un barranc afluent de la Noguera Ribagorçana. Es forma dins del terme ribagorçà d'administració aragonesa de Bonansa, prop del poble de Sirès, i passa després a l'antic terme del Pont de Suert, a ponent mateix del poble.